# Temple Boy

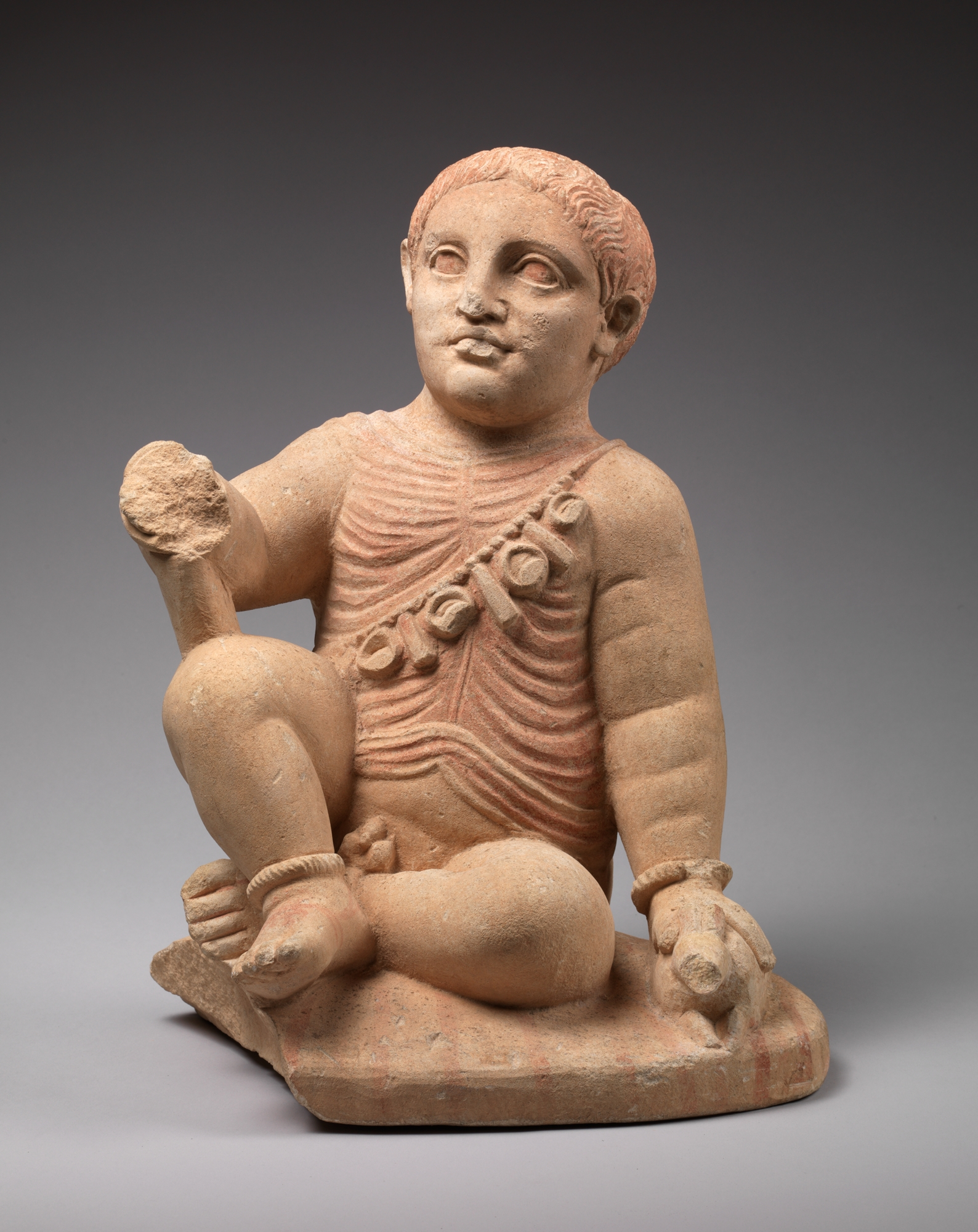
Statuette d'un Temple Boy de la collection de Luigi Palma di Cesnola, au Metropolitan Museum of Art.

Temple Boy est le nom donné à un type de représentation d'un jeune garçon accroupi dans le monde phénico-punique retrouvé lors des fouilles des sanctuaires.

## Étymologie
Le terme est issu de l'anglais.

## Description
Le jeune garçon, habillé d'une tunique, est figuré accroupi et jambes largement écartées. Il porte des amulettes.

## Histoire

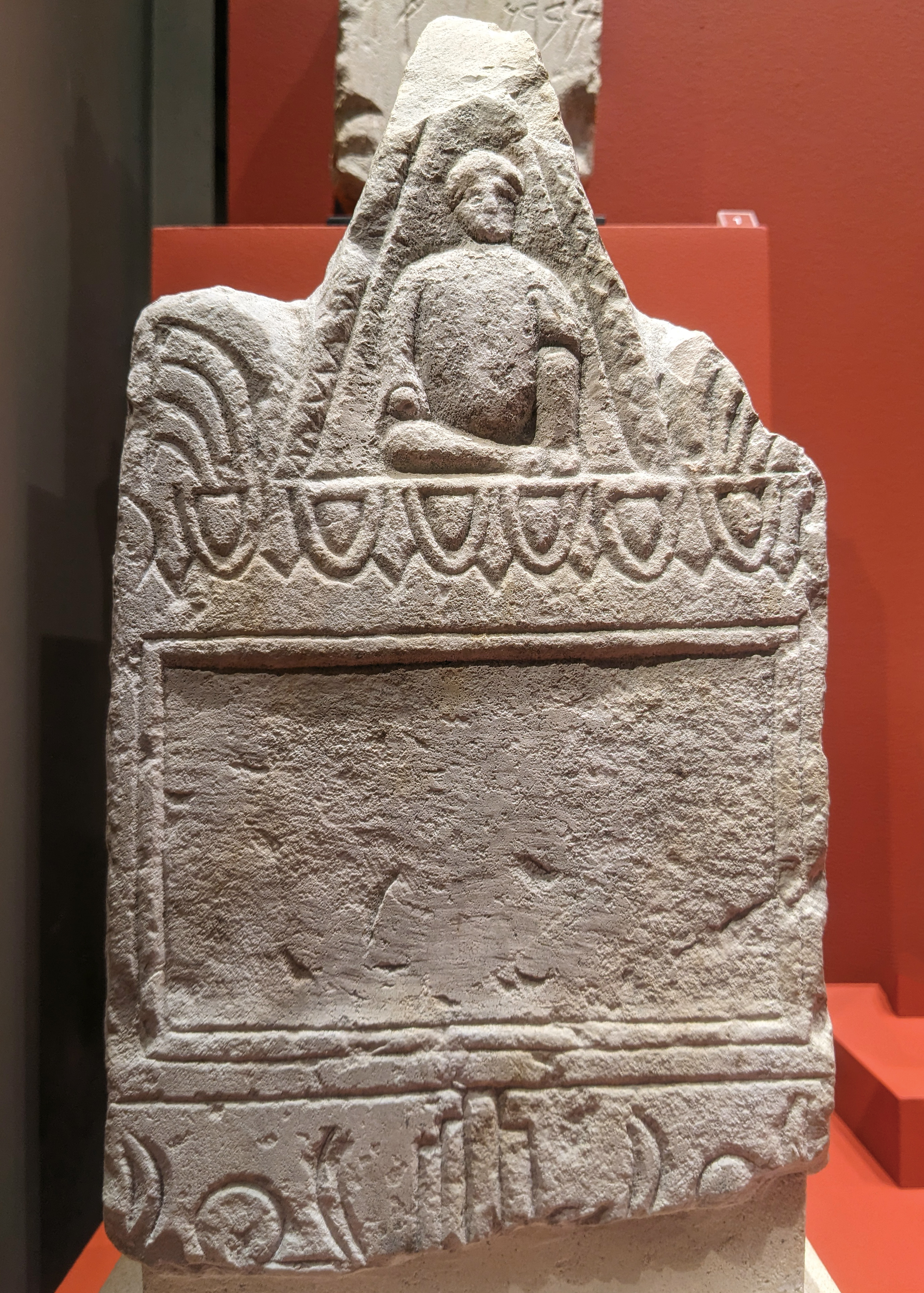
Stèle avec cartouche anépigraphe et en décor temple boy, signes de Tanit, doigts de main et divers éléments, calcaire, Musée du Louvre, AO 23046.

Les exemplaires les plus anciens connus ont été trouvés à Chypre, en association avec des Kourotrophes et des figurations d'accouchements. Des représentations de Temple Boy ont été découvertes parmi les stèles du tophet de Carthage.

## Interprétation
Les représentations sont en relation avec la fertilité.
Elles peuvent également être des personnages apportant des offrandes ou « des enfants consacrés », voire liés à des rites de passage, en particulier celui de la circoncision. Une interprétation en fait aussi un « double juvénile du démon monstrueux » Bès voire un élément d'une triade divine comprenant une divinité féminine, une divinité masculine et un enfant.